# Loyal to the Game
Loyal to the Game је постхумни албум Тупак Шакура објављен 14. децембра 2004. Продуцент овог албума је био Еминем, због чега се кроз цели овај албум провлачи Еминемов стил. 
Према изјави датој музичкој ТВ кући МТВ, Еминем је, с обзиром да су Тупаков живот и рад имали великог утицаја на њега, написао писмо Тупаковој мајци Афени Шакур, у којем ју је замолио да му допусти да буде продуцент овог албума. Она се сложила па су се тако на овом албуму појавили неки извођачи са којима Тупак никада, за живота није радио, као што су 50 Цент, Дајдо и познати британски уметник Елтон Џон. 
Еминем је користио различите необичне технике продукције током стварања овог албума, намерно модификујући дубину Тупаковог гласа како би боље пристајао новој, модерној музици. Такође, вршено је исецање и комбиновање вокала како би се створиле нове речи у складу са тренутном реп културом. 
Албум је у првој седмици продат у преко 330,000 копија и постао је платинаст. 
Синглови су: Ghetto Gospel, Thugs Get Lonely Too, Crooked Nigga Too, Don’t You Trust Me и The Uppercut.